# Serrat de l'Agulló
El Serrat de l'Agulló és una serra situada al municipi de Meranges, a la comarca de la Baixa Cerdanya, amb una elevació màxima de 2.809 metres.